# Comuna de Gołuchów
Gołuchów (polaco: Gmina Gołuchów) é uma gminy (comuna) na Polónia, na voivodia de Grande Polónia e no condado de Pleszewski. A sede do condado é a cidade de Gołuchów.
De acordo com os censos de 2004, a comuna tem 9693 habitantes, com uma densidade 71,6 hab/km².

## Área
Estende-se por uma área de 135,45 km², incluindo:
- área agricola: 86%
- área florestal: 11%

## Demografia
Dados de 30 de Junho 2004:
|                      | Total   | Total | Mulheres | Mulheres | Homens  | Homens |
| -------------------- | ------- | ----- | -------- | -------- | ------- | ------ |
|                      | pessoas | %     | pessoas  | %        | pessoas | %      |
| População            | 9693    | 100   | 4890     | 50,4     | 4803    | 49,6   |
| Densidade (pop./km²) | 71,6    | 100   | 36,1     | 36,1     | 35,5    | 35,5   |

De acordo com dados de 2002, o rendimento médio per capita ascendia a 1417,6 zł.

## Comunas vizinhas
- Blizanów, Kalisz, Nowe Skalmierzyce, Ostrów Wielkopolski, Pleszew